# 沉着自信四人组
沉着自信四人组（英語：Quietly Confident Quartet）是澳大利亚男子4×100米混合泳接力队的自称，该队在莫斯科举办的1980年夏季奥林匹克运动会上赢得金牌。为抗议苏联入侵阿富汗，美国抵制本届奥运会。自1960年男子4×100米混合泳接力成为奥运会比赛项目直至2024年奥运会，这依然是澳大利亚队唯一一次获得该项目冠军，也是美国仅有的两次没有拿下该赛事金牌之一（另一次在2024年）。四人组包括马克·克里（仰泳）、彼得·埃文斯（蛙泳）、马克·托内利（蝶泳）和尼尔·布鲁克斯（自由泳），名义上由年纪最大的托内利（23岁）领队。以澳大利亚总理马尔科姆·弗雷泽为首的政府要求该国运动员抵制奥运会，但四人组拒绝配合，托内利还成为倡导运动员参赛权利的代言人。四人都曾因纪律问题与该国游泳管理机构发生冲突，其中三人在游泳生涯期间曾遭受禁赛甚至开除处分。
澳大利亚队在往年的奥运会男子4×100米混合泳接力比赛曾获得奖牌，但1980年胜算十分渺茫，接力赛前的单项赛事同样表现不佳。最有希望胜出的三支队伍分别是苏联、英国和瑞典，但瑞典预赛首轮即遭淘汰，东道主在四名主力全部下场休息的情况仍然赢得第二轮预赛，胜过大部分主力参赛的澳大利亚队。决赛枪声响起后，澳大利亚首棒仰泳排名第四，比最快的苏联要慢一秒多，但第二棒埃文斯表现亮眼，是现场速度最快的蛙泳选手，帮助澳大利亚队在比赛完成一半时赶到第二位；接下来临时改游蝶泳的托内利把个人最好成绩缩短近两秒之多，队伍与苏联对手的差距也控制在一秒范围内；最终收尾的布鲁克斯表现远超之前成绩比他好的苏联选手，从50米转向时开始领先，虽一度被对手反超但很快就追上，最终以0.22秒优势为澳大利亚队收尾，拿下1972年奥运会后该国首枚奥运金牌。奥运会结束后托内利马上退役，“沉着自信四人组”成为历史，另外三名队员继续在不同赛事参加接力比赛，但1986年后均已离开国际赛场。

## 人员
澳大利亚男子4×100米混合泳接力队的四名成员年轻且缺乏经验，最年长的马克·托内利也只有23岁，第二年长的马克·克里要到1980年夏奥会结束一个月时才满20岁，两人都是第二次参加奥运会。彼得·埃文斯与尼尔·布鲁克斯分别只有18和17岁，还从未代表澳大利亚参加英联邦运动会、世界锦标赛或奥运会级别赛事，两人的故乡西澳大利亚州此前从未在澳大利亚游泳比赛中脱颖而出。部分队员在奥运会选拔赛前就有过接触：1976年澳大利亚奥运会代表团曾在珀斯训练，托内利当时在布鲁克斯家中寄宿。据布鲁克斯事后表示，托内利寄宿期间对他影响很大，是他决心走上职业游泳运动员道路的重要原因。:244

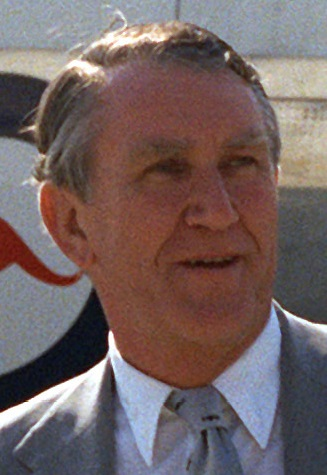
澳大利亚总理马尔科姆·弗雷泽（图）向澳大利亚运动员施压，要求他们抵制莫斯科奥运会

四人组以叛逆和反建制立场闻名。1978年英联邦运动会前夕，托内利和克里在夏威夷州训练营因违反宵禁令遭澳大利亚游泳协会开除，无法随队前往加拿大埃德蒙顿参加比赛:85。托内利当晚外出喝酒，还承认吸过大麻（在夏威夷州不违法）；克里则是在找女人。1980年奥运会运动员选拔期间，布鲁克斯曾擅自离开训练营，声称教练对他漠不关心；埃文斯在训练时自作主张停下来休息，不愿游完额外的训练里程，强调“努力不能代替才能”:234。埃文斯和布鲁克斯后来多次与游泳管理机构发生冲突，其中埃文斯是反对教练增加训练里程的要求，布鲁克斯则是针对游泳运动员的人权问题:234。这些冲突导致布鲁克斯两次被禁赛:246，还因违纪被澳大利亚体育学院开除。
1980年夏季奥运会前夕，四人组的叛逆立场再度显露无疑。受1979年苏联入侵阿富汗影响，以美国为首的众多西方国家集体抵制莫斯科奥运会。澳大利亚总理马尔科姆·弗雷泽是澳大利亚奥林匹克委员会的重要赞助人，他和部分公众向运动员施压，要求他们加入抵制。托内利意识到，各国间的贸易关系不会受到任何影响，抵制只会损害运动员的利益。他成为澳大利亚运动员的领导人物，为参加比赛的权利抗争，并将他们的诉求向千家万户广而告之。:239:440–441:334埃文斯全力支持托内利，称“大家都是政治工具，只有我们才会受罪”:241。他还公开表示：“难道你真以为我们不去的话，就会有谁走上前拍拍后背，觉得我们做得对吗？”:242
澳大利亚部分游泳运动员个人决定抵制奥运会，但克里像托内利一样坚决要求参加。澳大利亚游泳主管部门甚至提出，愿意支付款项换取他不参赛。克里表示：
我觉得现在最重要的就是大家一起前往莫斯科，向全世界证明。如果是全面抵制，那没关系，但商品交易仍在继续，真是让人恶心。凭什么就只有运动员倒霉？:237
据澳大利亚女子游泳队长丽莎·福雷斯特回忆:xiv，托内利采用民粹主义策略捍卫运动员的权利。声称弗雷法总理用小麦和羊毛确保苏联军队衣食无忧，还把澳大利亚的金属卖给苏联人制造武器，:43这种做法与反对苏联军事侵略的拟议自相矛盾:43。他在接受媒体采访时表现出同样的个人主义和反威权主义立场:163–164，还与指责运动员是叛徒的兰斯·希尔顿牧师在国家电视台现场辩论:163–164。希尔顿表示同情运动员的处境，但托内利认为对方态度带着施恩于人的傲慢，对此他翻起白眼，还扭动手指，一副想打人的模样:163–164，完全没想到这是电视直播，大家不仅能听到他的话，也能看到他的动作和神态。福雷斯特对此表示“木已成舟——我们的重要反抵制游说人士……举动却如此自作聪明。”:163–164

## 背景和期望
1960年男子4×100米混合泳接力成为奥运会比赛项目以来，美国队每次都能以显著优势取胜，与亚军相比最小的优势也有2.6秒，1972和1976年的优势分别是4.1和3.72秒，所以美国队抵制奥运会让其他国家代表团看到希望:234。澳大利亚队自项目设立以来的五次奥运会都有参与，其中在罗马的首秀成绩最好，戴维·锡尔、特里·盖瑟科尔、内维尔·海斯、杰夫·希普顿以微弱优势超过日本获亚军。四年后，彼得·雷诺兹、伊恩·奥布莱恩、凯文·贝里、戴维·迪克森在1964年东京奥运会取得铜牌。此后两次奥运会一次排第四，另一次在热身赛即遭淘汰，1976年在蒙特利尔排名第六。:2341976年接力赛的四名选手中，只有克里前往莫斯科参赛:236。
外界分析认为澳大利亚队有望获得奖牌，但威胁不大，最受关注的三支队伍分别是瑞典、英国和苏联:234。东道主的100米仰泳和蛙泳选手分别是维克多·库兹涅佐夫和阿森斯·米斯卡洛夫斯，均是奥运会银牌得主；蝶泳运动员叶夫根尼·塞雷丁在100米项目中排名第五；自由泳选手谢尔盖·科普利亚科夫之后在自由泳100米单项中排第四。英国队以100米蛙泳金牌得主邓肯·古德休领衔，加里·亚伯拉罕在100米仰泳项目获得第五名。瑞典的蝶泳选手佩尔·阿维德松和仰泳运动员本特·巴龙均已拿下各自100米单项的冠军，自由泳选手佩尔·霍尔默茨将在数天后获得100米项目银牌，:233唯一的薄弱环节是蛙泳运动员彼得·伯格格伦，在100米单项排名第九。澳大利亚队的牌面实在无法与上述三队相比，哮喘发作的布鲁克斯在100米自由泳半决赛止步第七，整体成绩排第十四:63。澳大利亚游泳队只有埃文斯在单项中拿到奖牌，获蛙泳比赛季军:148。克里止步100米仰泳半决赛，托内利虽是澳大利亚100米自由泳和仰泳冠军，但却临时安排成蝶泳选手，最终澳大利亚没有获得100米蝶泳的参赛资格:234:334。澳大利亚代表团在1976年奥运会上寸金未获，国民仍在翘首期盼1972年慕尼黑奥运会后的首枚金牌，给运动员带来更大压力:333。1980年奥运会的男子4×100米混合泳接力项目一共只有13个国家参加，澳大利亚队排在第七:212。

## 赛事

“沉着自信四人组”在1980年莫斯科奥运会夺冠后拍下的照片，从左至后分别是：彼得·埃文斯、尼尔·布鲁克斯、马克·托内利和马克·克里。

根据比赛日程，混合泳接力定在7月24日（星期四），是游泳比赛的第五天，早上举办预赛，决赛安排在夜间。瑞典队首轮预赛即遭淘汰，澳大利亚胜率大增。:234澳大利亚队在第二轮预赛遭遇苏联队，东道主优势显著，所以四名首选队员都没有上场；澳大利亚队只安排克里休息，仰泳位置由格伦·帕奇代替。东道主比赛一开始就领先澳大利亚队，并且前三个回合优势不断加大；最后的布鲁克斯在自由泳上追回1.34秒，总成绩以0.13秒之差排名第二，领先第三名匈牙利队超过1.5秒。但是，东道主是在所有首选队员全部下场休息的情况下取得如此成绩，澳大利亚队的四名主力则有三名上场。
埃文斯借预赛获得第二名的机会私下找到邓肯·古德休，声称“我们（澳大利亚队）会赢”，希望借此一扫之前100米蛙泳单项不敌的阴影，从心理上压倒对方，觉得古德休肯定因他的举动震惊不已:242。四人组以23岁的托内利年纪最长，他也是事实上的领队。托内利召集其他队员，要求大家承诺把成绩控制在一定时间内；克里发誓要在57秒内完成100米仰泳，蛙泳选手埃文斯承诺63秒内游完；托内利保证54秒搞掂百米蝶泳，布鲁克斯则在从未快过51秒的情况下决定要以49.8秒为全队收尾。托内利为队伍取名“沉着自信四人组”，因为他们在参加比赛时既有强烈的自信，又懂得克制，没有太过明显地表露出来。其他大部分参赛队员以高昂的姿态走进编组区时，澳大利亚选取手依旧轻松愉快，对入水后的表现充满信心。:234:334
包括帕奇在内的多名仰泳选手曾在起步区滑倒，所以克里在脚底涂抹红色粘稠物防止意外。但事件发生后赛事组织者在现场安放地毯，导致克里在现场留下很多红色脚印。:242首先入水的克里游得比之前单项赛快，但比个人最好成绩还是要慢两秒。他用57.87秒游完全程，澳大利亚队排名第四。:234库兹涅佐夫以56.81秒为东道主取得领先，匈牙利和英国分列第二和第三，最慢的法国队花58.84秒游完100米。埃文斯接棒后游出63.01秒的个人最好成绩，也是现场蛙泳选手的最好成绩，比第二名要快0.63秒，让澳大利亚队在比赛完成一半时上升到第二位，比东道主慢0.45秒，比英国和匈牙利人约快半秒。速度最快的四支队伍此时已与其他队伍拉开距离，比排在第五的东德要快两秒。:234, 242:163–164
第三个入水的托内利以54.94秒游完100米，把个人最好成绩缩短近两秒之多:234。他在后50米开始逼近一个身位外的塞雷丁，完成最后的冲刺时只落后不到一米:234。如果托内利能参加100米蝶泳个人赛并游出同样成绩，他将为澳大利亚代表团再添一枚银牌:440–441。虽然比塞雷丁要慢0.36秒，但他已竭尽全力把差距缩小，澳大利亚队的最后一棒开始时只落后0.81秒，同时与排在第三的英国队相比已有超过一秒的显著优势。
布鲁克斯的入水强劲而及时，浮上水面时几乎与苏联对手科普利亚科夫并驾齐驱。50米转向时他取得领先并朝金牌发起最后冲击，科普利亚科夫虽在距终点25米时一度赶上并超过布鲁克斯，但很快就被反超并拉开距离，最终澳大利亚选手以0.22秒优势夺冠。:234据布鲁克斯本人表示，他在最后十米暂停呼吸，而且到五米时已经笑起来，确信对手不可能追上来:245。他以49.86秒游完全程，保住之前向队友的承诺:63。这个成绩也是接力赛现场最佳，比夺得100米自由泳个人赛金牌的东德选手约尔格·沃伊特还快。
澳大利亚队以3分45.7秒获得历史上首枚混合泳接力赛金牌，截至2016年，这仍是美国队唯一一次没有拿下该项目男子赛事冠军:234。四人跳入水中庆祝，并在泳池旁接受采访:242。托内利表示“我完全惊呆了。经过那么多的麻烦，我还一度成为众运动员的代言人，最终还是克服困难达成目标”:440–441:334:240。福雷斯特为此次夺冠欢呼：“这本是一面根本不可能的金牌”:212！
广播电台体育评述员诺曼·梅在解说最后戏剧化地高呼：“金牌！澳大利亚队拿到金牌！金牌！”成为澳大利亚颇具代表地位的知名体育评论。

## 政府反应
因拒绝抵制奥运会，澳大利亚代表团与澳大利亚政府的关系经过经过持续数月的政治斗争后仍未缓和。通常情况下，澳大利亚总理都会向获得奥运会奖牌的选手发去贺电，:213但澳大利亚代表团团长菲尔·科尔斯在次日的新闻发布会上确认，四位选手没有收到马尔科姆·弗雷泽发来的信息。澳大利亚记者纷纷致电总理办公室，质问弗雷泽为什么不向运动员祝贺。多名政府要员建议总理祝贺四位选手，但弗雷泽对此不以为然，他在接受电台采访时称：“我希望今后几年不要再出现同类情况，因为他们会为自己前去比赛感到万分懊悔。”:213总理之后让步，办公室于夜间发出电报:213，但他不愿直接发到奥运村，而是发给澳大利亚驻莫斯科大使馆:213。弗雷泽此前命令澳大利亚外交使团不得允许国内奥运会代表团人员进入使馆:202，所以大使馆工作人员只能把装有电报的信封从围栏递给澳大利亚奥运会官员。弗雷泽的电报这样写道：:214
|  | 你们都知道，我之前和现在都不同意澳大利亚参加本次奥运会。但我还是承认，你们在接力赛中的表现的确堪称了不起的体育成就，对此我个人表示祝贺。:214 |

据科尔斯透露，四人组后来撕了总理的电报:214。

## 后续
莫斯科奥运会后，沉着自信四人组再也没有一起参加比赛。托内利赛后马上退役:240，克里开始休长假，他本打算回归布里斯班举行的1982年英联邦运动会，但因选拔赛前准备不足淘汰:237。埃文斯和布鲁克斯顺利打入英联邦运动会混合泳接力决赛，并为澳大利亚队夺得冠军:243。1984年，克里回归澳大利亚游泳队，成为仰泳项目第一人选:237，但布鲁克斯的自由泳位置被马克·斯托克韦尔超越:246。美国人重返奥运赛场后，澳大利亚在1984年洛杉矶奥运会男子混合泳接力赛取得铜牌，其中埃文斯和克里参加决赛，布鲁克斯是预赛的自由泳选手:243。埃文斯和克里均在奥运会后退役:237, 243，1986年爱丁堡举办英联邦运动会时，布鲁克斯已经不是第一人选，没有代表澳大利亚参加混合泳接力赛。布鲁克斯因在回国航班上的醉酒行径被停赛，随后选择退役，至此“沉着自信四人组”所有成员均已离开澳大利亚泳坛:247。